# 公的年金流用問題
公的年金流用問題（こうてきねんきんりゅうようもんだい）とは、公的年金制度によって集められた年金保険料が、本来の年金給付以外の用途に安易に使われていた問題である。2004年（平成16年）の年金制度改正時に、一層厳しくなる年金財政の状況を踏まえた改革が進められていく中で、年金保険料を投入して諸事業を進めてきた国や関連団体に対して、国民の厳しい批判の目が注がれた。また、年金給付以外に保険料を安易に使っているのは無駄遣いであると、国民に厳しく批判された。
一連の問題を受けて、社会保険庁は2009年に廃止された。

## グリーンピア問題
2004年（平成16年）、国会や新聞報道で、年金福祉還元事業（グリーンピア・年金福祉施設・年金住宅融資）の意義や実施経緯が問題になった。事業に関連した公益法人が厚生労働省（旧厚生省）及び社会保険庁の職員の天下り先となっており、国民はこれらの事業の必要性やあり方について疑いを持った。グリーンピアは、施設運営に係る収支状況が平成15年度までの累計で、約8億円の赤字となっていたことから、箱物行政であることや、事業の損失や失敗の責任が問われ、責任の所在を明らかにすべきだと批判された。

### 経緯
年金福祉還元事業は、国民年金法第74条及び厚生年金保険法第79条という法律の規定に基づき、高齢となり老齢年金を受給するまでの長期にわたり保険料を払い続ける被保険者等の福祉の向上を図ることを目的として行われてきた。年金制度が未成熟で年金給付も少なかった時代に、「年金積立金を被保険者に還元すべき」との国会の附帯決議や地元の要請等を踏まえて進められた。
年金福祉還元事業の1つであるグリーンピア事業については、昭和60年代以降、民間事業者による類似のサービスの提供、余暇に関する国民のニーズの変化・多様化等の状況が見られるようになったことから、事業の見直しが行われた。
- 1995年（平成7年） - 県に運営委託している施設の県への譲渡等地域利用を図る。
- 1997年（平成9年） - 「年金福祉事業団」がグリーンピアから撤退することが決定。
- 2000年（平成12年） - 年金福祉事業団を解散し、2001年（平成13年）4月1日に設立する「年金資金運用基金」でグリーンピアの譲渡を行うこととし、譲渡及び運営停止が順次実施された。
- 2001年（平成13年） - グリーンピア事業を平成17年度までに廃止し、特に自己収入で運営費さえも賄えない施設については、できるだけ早期に廃止することを決定した。
- 2004年（平成16年） - グリーンピア事業及び年金住宅融資事業を2005年度（平成17年度）に廃止すること、等を内容とする法律「年金積立金管理運用独立行政法人法」が6月に成立した。
- 2005年（平成17年） - グリーンピア事業及び年金住宅融資事業の廃止に伴い、財政融資資金からの借入金を一括償還した。年金財政からの繰上償還金等は4兆7,566億円である。
- 2006年（平成18年） - 年金資金運用基金を廃止し、資金運用業務に特化した「年金積立金管理運用独立行政法人（GPIF）」[1]を4月に設立した。

### 積立金の運用
積立金の運用は、独立した第三者機関で効率的に行い、受託者責任を厳正に適用するため、資金運用業務に特化した年金積立金管理運用独立行政法人が2006年4月1日に設立された。学識経験者からなる運用委員会を置き、資産構成割合（ポートフォリオ）を含む運用方針の検討や運用状況の監視を行っている。

### 事業の範囲
国民のニーズに対応してサービスの確保を図らなければならない年金相談事業や、社会保険オンラインシステムの運用等について具体的に法律に規定することにより、年金保険料を充てる事業の範囲を明確化することとした。改正規定を2007年3月に国会に提出した「国民年金事業等の運営の改善のための国民年金法等の一部を改正する法律案」に盛り込んだ。

## 事務費の無駄遣い
2004年（平成16年）、国会や新聞報道で、年金保険料を社会保険庁に関わる事務経費等に安易に使用していると批判された。批判の対象とされた流用先は以下のようなものである。
- 職員宿舎の整備費用
- 社会保険庁長官の交際費
- 社会保険庁の公用車購入費
- 社会保険庁職員の福利厚生にかかる費用（社会保険大学校のゴルフ道具、社会保険事務所のマッサージ機器、職員のミュージカル鑑賞やプロ野球観戦の福利厚生経費など）
- 社会保険事務局の家賃
- 年金福祉施設等の運営費

### 対応
「年金保険料は年金給付及び年金給付に関係する経費以外には充てない」という方針のもと、平成17年度からは、年金保険料を充てていた職員宿舎、公用車等の経費は、国庫負担とした。
- 職員宿舎の新設（建替）は、2005年度（平成17年度）は予算要求は行わず、既設宿舎の補修等を行った。
- 社会保険庁長官の交際費は、職務関連性を一層厳しく確認の上使用する。
- 公用車は、平成17年度は公用車の更新サイクルを見直し、42台分（106台→64台）の更新対象を削減。
- 社会保険大学校のゴルフ練習場は、2004年（平成16年）9月に廃止し、ゴルフボール、ゴルフクラブを売却。
- 社会保険事務所のマッサージ機器は購入中止。
- ミュージカルやプロ野球観戦などのレクリエーションは行わない。
- 社会保険事務局等の賃借料については、平成17年度の契約更新に際し、近隣相場を参考としつつ、貸主と賃借料の価格交渉を行い、約5億円（対前年度比10.3％）減。
- 厚生年金会館や厚生年金病院等の年金福祉施設等は、今後保険料を投入せず、独立行政法人年金・健康保険福祉施設整理機構を2005年10月に設立し、地域医療への影響や老人ホームの入居者の生活等にも配慮しつつ、5年以内に廃止・売却する。

### 事務費について
国の厳しい財政事情にかんがみ、平成10年度から、年金事務費の一部に保険料を充てる財政上の特例措置を継続していたが、平成17年度からは、従来から国庫負担としている人件費については、引き続き国庫負担。特例措置として保険料負担とするものは、事業運営に直接関わる社会保険庁と被保険者・受給者との間で行われる適用、徴収、給付に至る事務に係る経費（システム経費を含む）。それ以外の経費（職員宿舎、公用車、福利厚生、研修等）は、国庫負担とした。
平成20年度からは、年金事務費の一部に保険料を充てる仕組みを恒久化することとし、改正規定を平成19年3月に国会に提出した「国民年金事業等の運営の改善のための国民年金法等の一部を改正する法律案」に盛り込んだ。

## カワグチ技研を巡る汚職
2004年（平成16年）、カワグチ技研から平成14年（2002年）度に調達した金銭登録機は、全国312のすべての事務所と個別に随意契約形式で調達されていたことが発覚した。同年9月27日に社会保険庁総務部地方課長（2002年4月 - 2004年3月当時の運営部年金保険課長）が、収賄の容疑で逮捕・起訴された。カワグチ技研社長は、ニチネン企画の監査役でもあった。調査の結果、長期にわたっての特定業者との契約、契約業者の選定理由が不明確であるなど、安易な随意契約を行っており、多数の職員とカワグチ技研及びニチネン企画との癒着が明らかになった。
- 金銭登録機 - 国民年金の納付率の低下や未納者カードの盗難などにより早期導入の必要性があり、国民年金の保険料徴収に用いる携帯端末をカワグチ技研から平成14年（2002年）度に購入したが、業者の選定や地方での随意契約に関して、社保庁課長から経理課補佐へ指示があった[4]。
- 届出用紙等印刷システム - 届出用紙を両面印刷できるパピアートを平成11年（1999年）度にカワグチ技研から導入したが、担当班長（別件で懲戒免職済）が上司の了解を得ず、契約締結前に事業を計画している旨の文書をカワグチ技研に渡し、監修料名目で200万円を受領した[4]。システムの導入前後の業務管理がなおざりで、需要を過大に提示し、これが背景となって平成13年（2001年）度分の単価を引上げた[4]。導入後も本庁から届出用紙を交付し、使用状況も把握しなかった[4]。
- 図書購入及び印刷発注 - 過去5年間にニチネン企画から購入した図書等は9品目、印刷物等の発注は11品目、合計11億7300万円であった[4]。印刷物のうち1品目については、社会保険庁総務部地方課長がニチネン企画に受注させるよう指示し、企画競争に工作をした。

### 処分
カワグチ技研及びニチネン企画の役員から金品等を受領した者100名。内訳は、
1. 餞別金等36名
2. ゴルフ及び旅行 14名
3. 中元・歳暮 79名
4. 飲食 4名

であった。
社保庁地方課長は懲戒免職、届出用紙等印刷システム担当班長は懲戒免職、ほか利害関係、金品の授受等の程度に応じて処分された。

### 防止策
調達関係については、
1. 決裁手続の厳格化
2. 事業担当課と経理課の役割分担の明確化
3. 第三者（民間アドバイザー）も参画した「社会保険庁調達委員会」への事前報告
4. 随契審査委員会による事後審査と厚生労働副大臣及び外部からの運営チェック
5. 監査指導室の設置による内部監査の強化をする。

## 関連書籍
- 『年金大崩壊』岩瀬達哉 ISBN 978-4062117975